# Igelknoppsfly
Igelknoppsfly, Globia sparganii, är en fjärilsart som beskrevs av Eugen Johann Christoph Esper 1790. Igelknoppsfly ingår i släktet Globia och familjen nattflyn, Noctuidae. Enligt den svenska rödlistan är arten nära hotad (NT) i Sverige. I Finland är arten väletablerad och populationen klassad som livskraftig (LC). Arten förekommer sällsynt längs kusten i hela södra Sverige från Bohuslän till Gästrikland via Skåne, där arten har sitt starkaste fäste. Fynd finns även från  Öland och Gotland. Artens livsmiljö är allehanda öppna strandbiotoper, våtmarker och jordbrukslandskap med bevattningsdammar och andra våta områden, gärna mark med sandiga jordarter. En underart finns listad i LepIndex, NHM, Globia sparganii ssp. algaeoides Wiltshire, 1947.a

## Bildgalleri

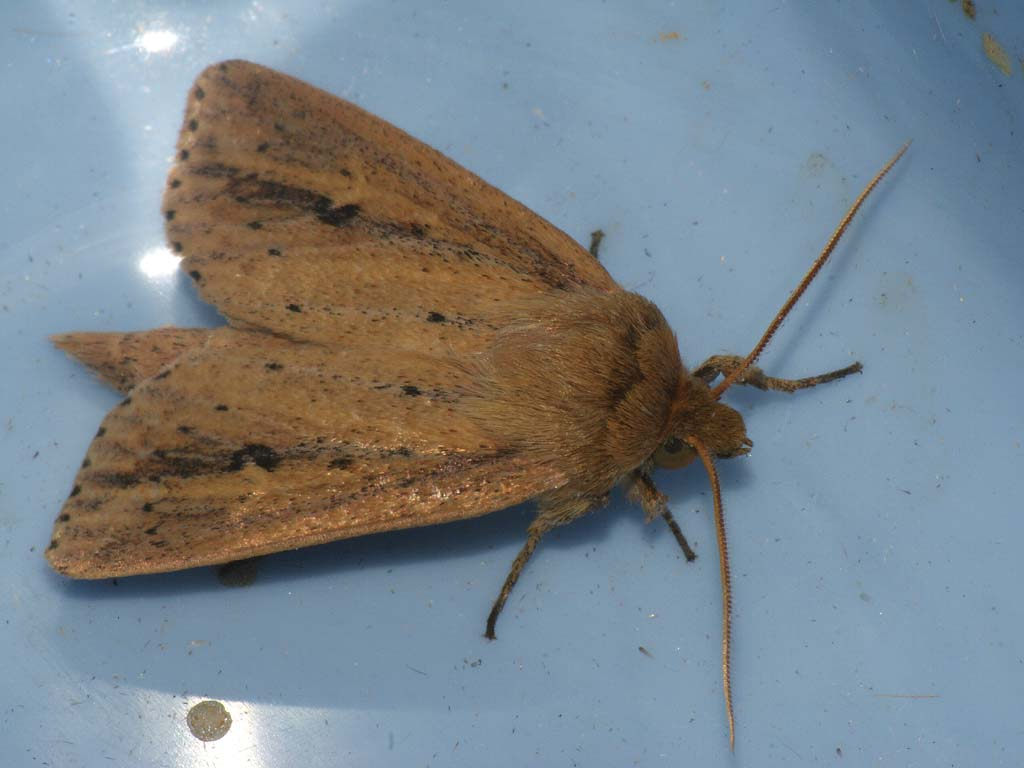
Imago fjäril
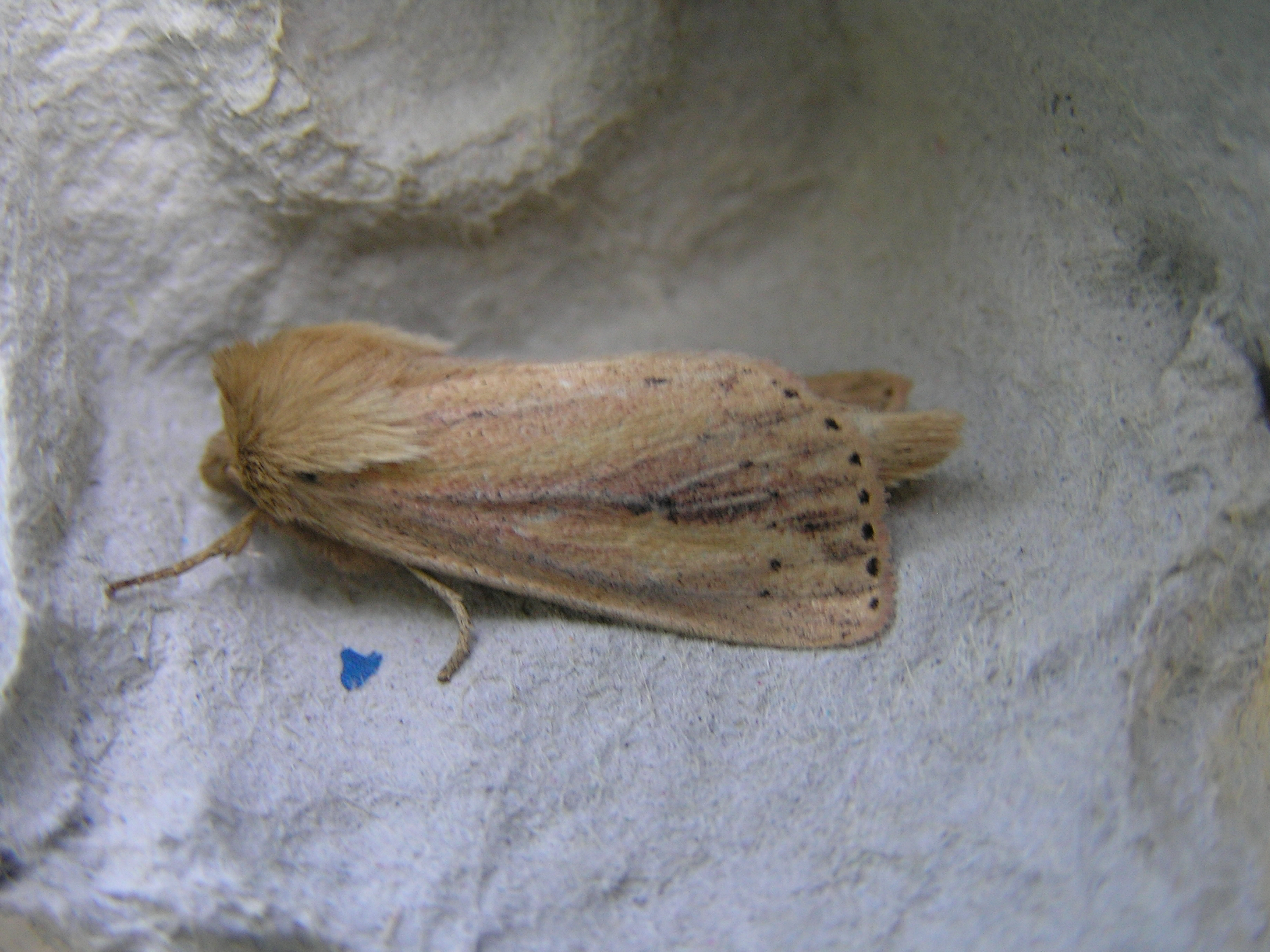
Imago fjäril
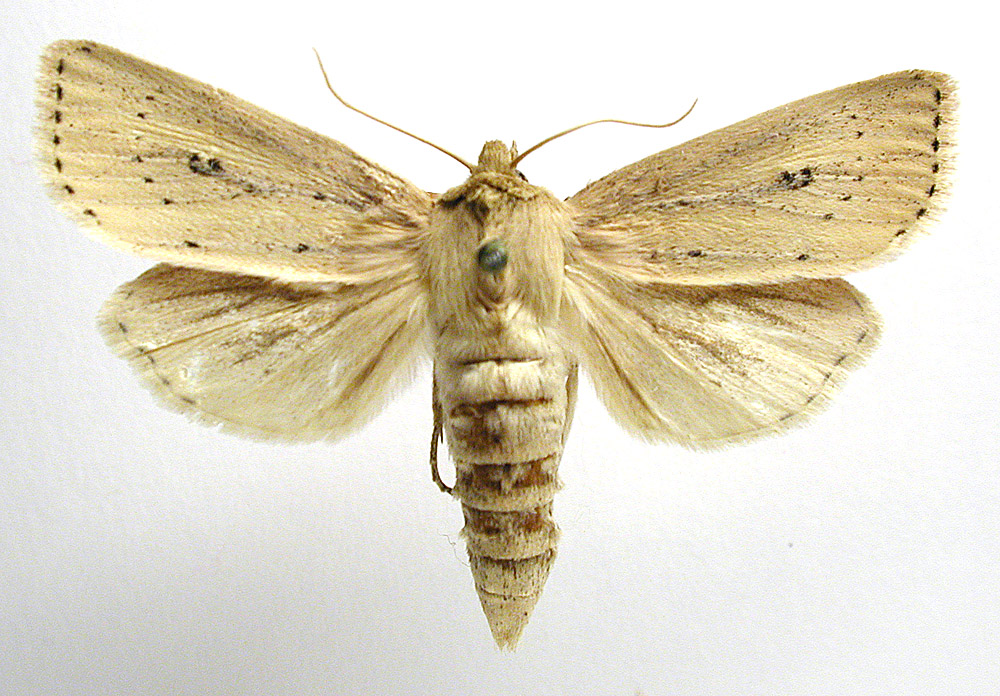
Preparerad (uppnålad) imago fjäril